# Cefalônio
O cefalônio (DCI) é um antibiótico de cefalosporina de primeira geração.